# Ripley (Queensland)
Ripley is een plaats in de Australische deelstaat Queensland en telt 1405 inwoners (2016).